# Cincinnati Tigers
Cincinnati Tigers var ett amerikanskt professionellt ishockeylag som spelade i Central Hockey League (CHL) för säsongen 1981-1982. Laget spelade sina hemmamatcher i inomhusarenan Riverfront Coliseum i Cincinnati i Ohio. Laget ägdes av Maple Leaf Gardens Ltd. (MLGL) som var också ägare av Toronto Maple Leafs i den nordamerikanska proffsligan National Hockey League (NHL).
Tigers var samarbetspartner till just Maple Leafs men det varade dock bara en säsong innan MLGL lade ner Tigers på grund av att de kunde bara locka 1 500 åskådare till hemmamatcherna och som resulterade i att de gick back med minst $750 000. De spelare som lyckades spela i NHL var bland annat Rick Blight, Greg Hotham, Dave Logan, Craig Muni, Curt Ridley, Ron Sedlbauer, David Shand och Ron Zanussi. 